# Трейден, Христофор Иванович
Христофор Иванович фон Трейден (1735— 26 июня 1809) — российский государственный и военный деятель, генерал от инфантерии (1797), иркутский военный и гражданский губернатор в 1797—1798 годах.

## Биография
Немецкого происхождения. Сын Ивана Яковлевича фон Трейдена. В документах 1790-х годов иногда именуется Христофором Андреевичем.
Состоял на военной службе, участник Семилетней и Русско-турецкой (1768—1774) войн. С 1770 года — премьер-майор 3-го гренадерского пехотного полка.
Генерал-майор с 28 июня 1783 года. В 1790 году числился командиром Оренбургского корпуса. С 25 марта 1791 года — генерал-поручик. С 24 ноября 1796 года — генерал-лейтенант. В 1791—1797 годах — обер-комендант Оренбурга, начальник Оренбургской области и председатель пограничной экспедиции. С 27 декабря 1797 года — генерал от инфантерии. Шеф Оренбургского гарнизонного полка с 9 января по 12 декабря 1797 года.
С 1797 по декабрь 1798 года занимал должность военного, а с 13 декабря 1797 по 5 сентября 1798 года также иркутского гражданского губернатора.
Шеф гарнизонного фон Трейдера полка с 1 февраля по 16 июня 1798 года. С 16 июня по 29 сентября того же года — шеф Иркутского гарнизонного полка.
10 декабря 1798 передал дела новому военному губернатору Б. Б. Леццано.

## Награды
- Орден Святого Владимира II степени.
- Орден Святого Георгия IV степени (14.10.1770)